# Vollenhovia emeryi
Vollenhovia emeryi is een mierensoort uit de onderfamilie van de Myrmicinae. De wetenschappelijke naam van de soort is voor het eerst geldig gepubliceerd in 1906 door William Morton Wheeler.
Deze soort komt voor in Noord-Amerika, zuid-oost-Azië, China en Japan. De kolonies van deze mieren tellen talrijke koninginnen. Die komen in twee vormen voor: koninginnen met lange vleugels, die kunnen vliegen, en andere met korte vleugels, die niet kunnen vliegen. Deze laatste zijn het talrijkst; ze planten zich hoofdzakelijk ongeslachtelijk (aseksueel) voort door klonen, terwijl de vliegende koninginnen zich seksueel voortplanten. Omdat vliegende koninginnen na het uitvliegen in verschillende omgevingen kunnen terechtkomen is een hoge genetische diversiteit gunstig voor de aanpassing. Voor de niet-vliegende koninginnen die reeds aangepast zijn aan hun omgeving en daar ook blijven is genetische diversiteit minder nodig.